# Jardin des serres d'Auteuil
El Jardin des serres d'Auteuil (Jardí dels hivernacles d'Auteuil) és un jardí botànic obert al públic, situat al bosc de Boulogne.
És un dels quatre pols del Jardin botanique de la ville de Paris amb el Parc de Bagatelle al Bois de Boulogne, el Parc floral de París i l'Arboretum de l'école du Breuil al Bosc de Vincennes.

## Història
El 1761 Lluís XV va fer construir un jardí decorat implicant hivernacles i parterres de flors.
L'arquitecte en tant que cap del servei dels Passeigs i Plantacions de la Ciutat de París, Jean-Camille Formigé (1845-1926), és encarregat per la ciutat de París de crear un lloc de producció hortícola. La construcció va durar de 1895 a 1898.
El 1968, la construcció del bescanviador d'Auteuil i del cinturó perifèric va suprimir un terç de la superfície i va forçar el trasllat del Centre horticole de la Ville de Paris a Rungis i Fresnes (Val-de-Marne).

## Galeria

Jardin des serres d'Auteuil, Paris.

### El gran hivernacle principal

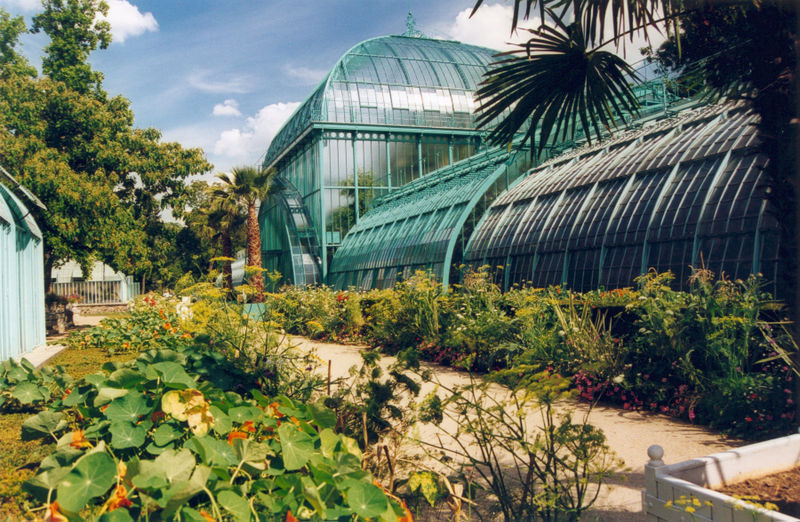
Exterior
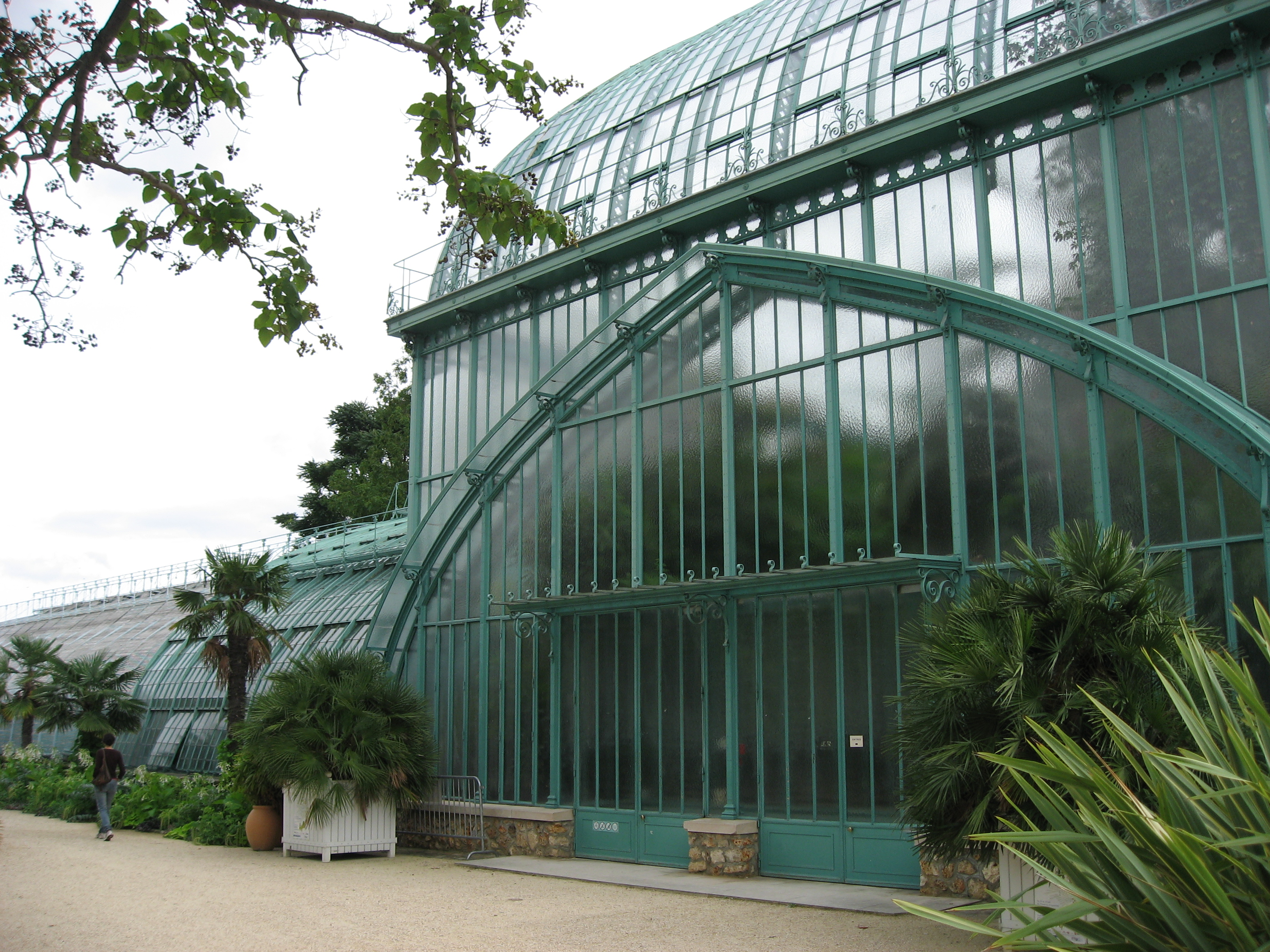
Exterior
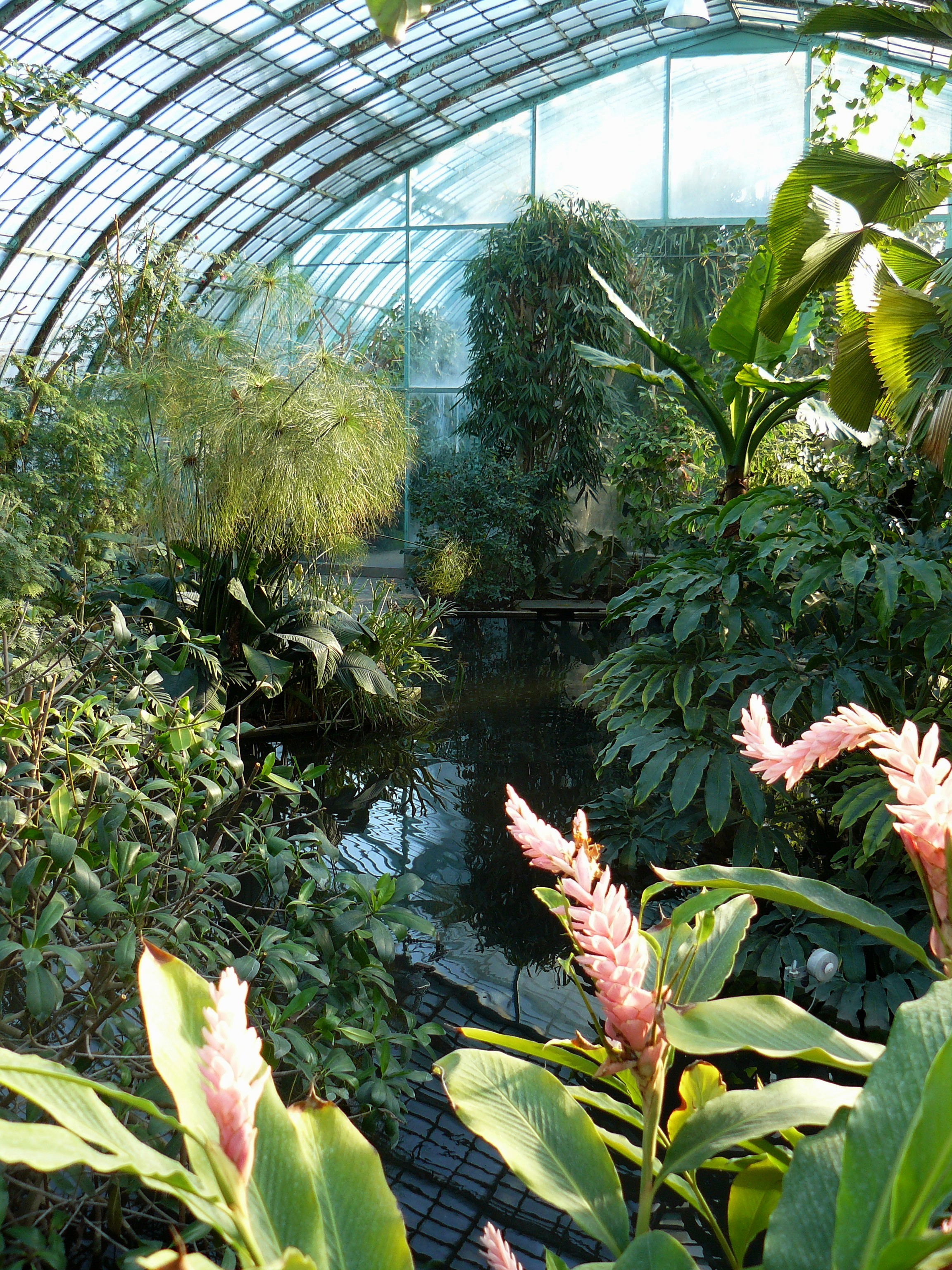
Interior
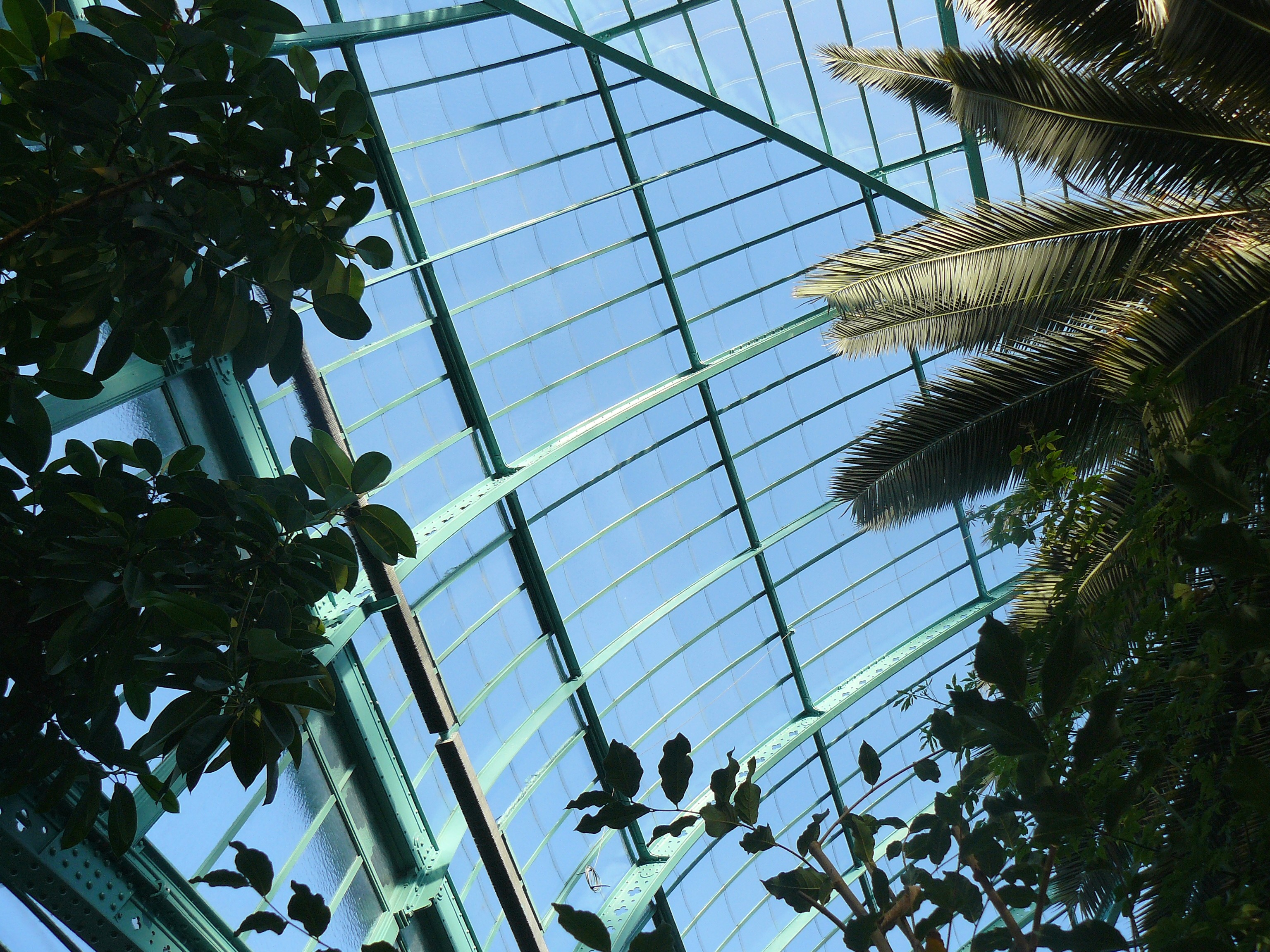
Interior
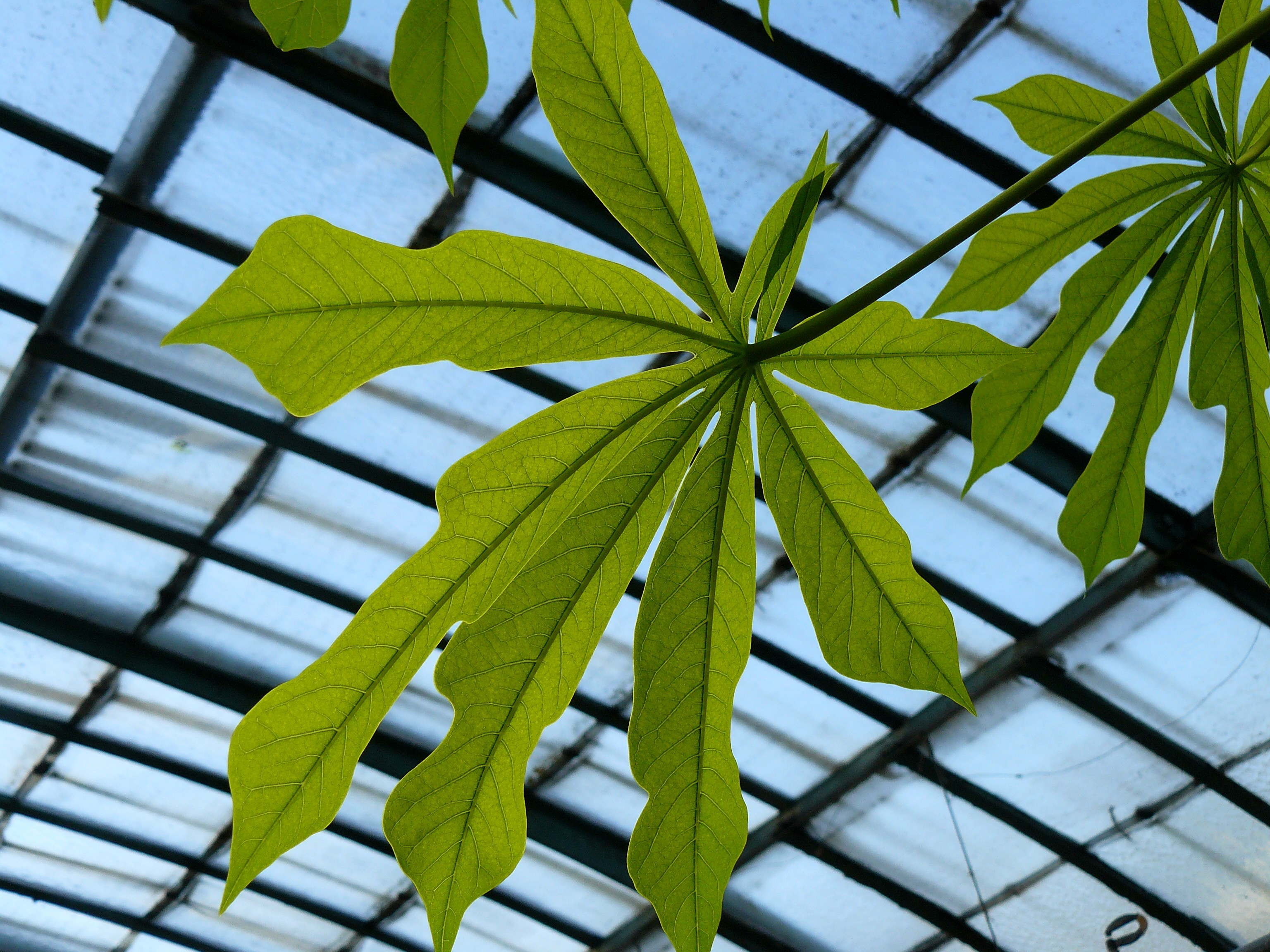
Interior

### La gespa central

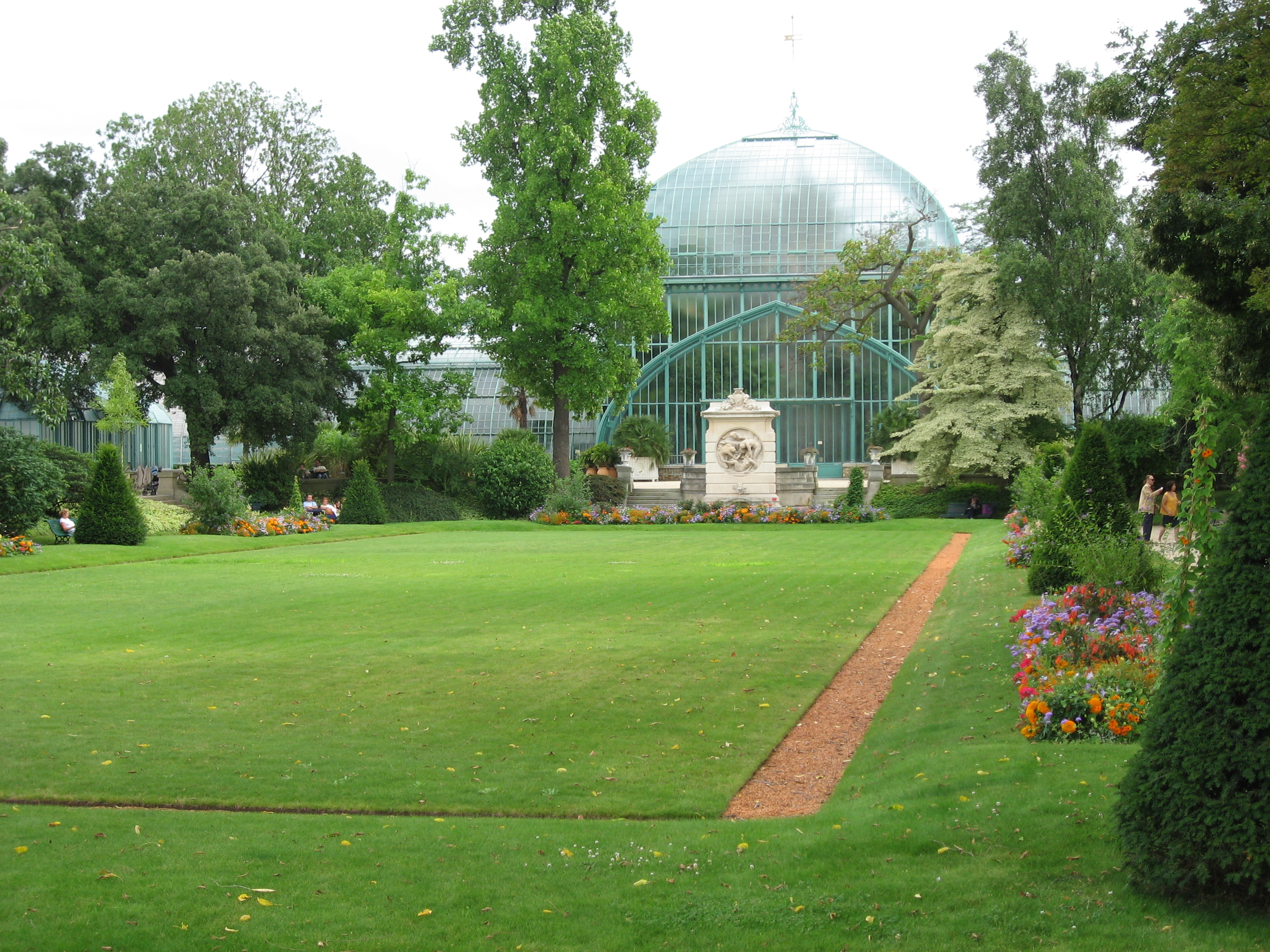
Vista del gran hivernacle principal
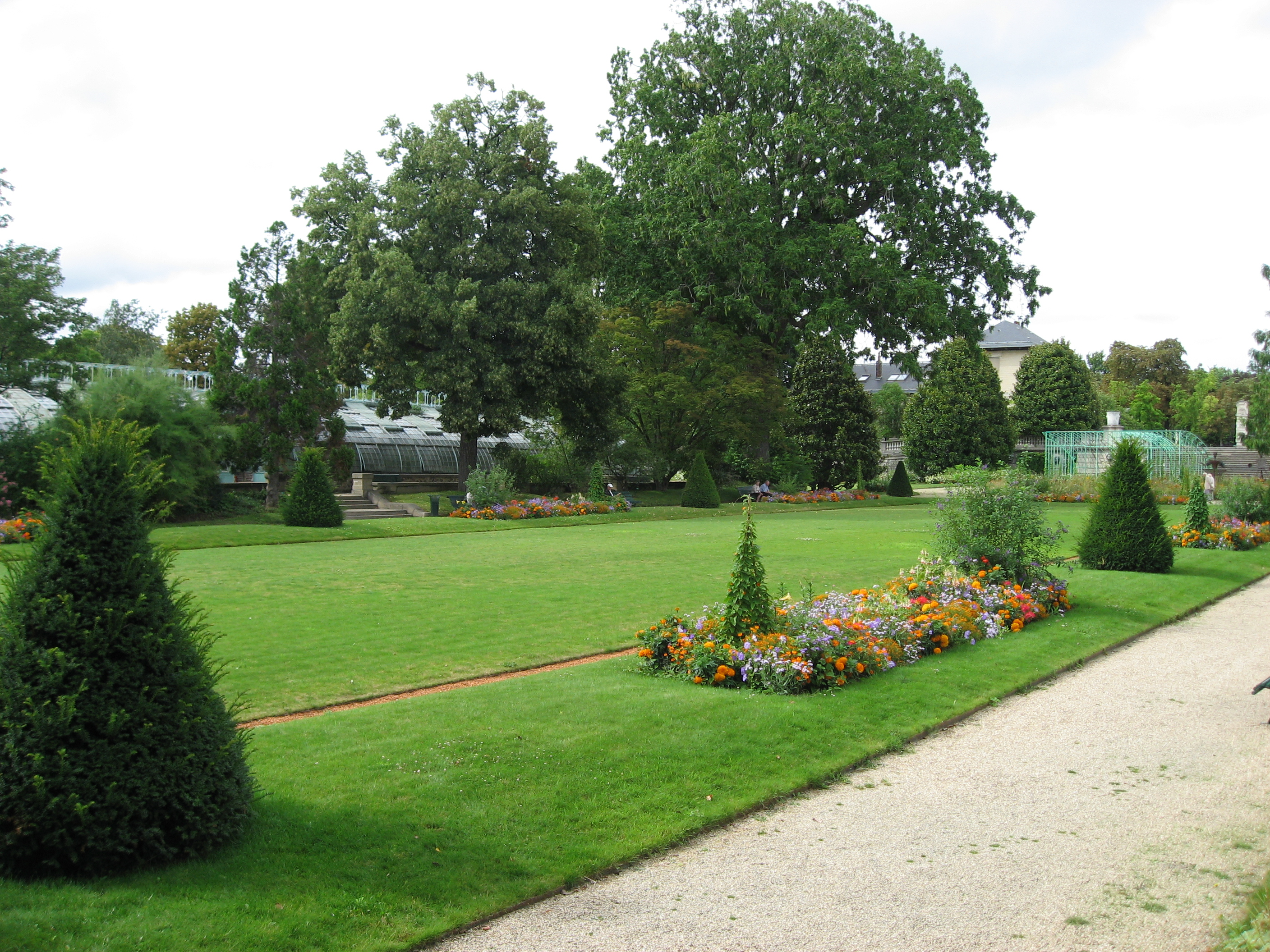
Vista des del gran hivernacle principal

## Exposicions temporals
- El 1999, el jardí mostra una exposició sobre les palmeres.

- El 2005, el tema és l'art topiària.